# Konrad von Eichstätt
Konrad von Eichstätt (* etwa 1280; † 18. August 1342 in Eichstätt) war ein deutscher Arzt und medizinischer Schriftsteller.
Konrad stammte aus einer Eichstätter Bürgerfamilie. Er erwarb den medizinischen Magistergrad um 1300. Er betrieb in Eichstätt eine Praxis. 1325 und 1326 behandelte er Adalbert von Schmidmühlen, den Abt von Sankt Emmeram. In verschiedenen Urkunden aus Eichstätt werden ihm ein großer Grundbesitz, gute Lehenseinkünfte, ein eigenes Haus in Eichstätt, mehrere Höfe in der Umgebung, ein Brauhaus und eine Badestube bescheinigt.
Konrad verfasste ein Buch, welches aus den Traktaten Sanitatis conservator und De qualitatibus ciborum besteht. Darin befasste er sich mit dem gesunden Leben. Das Buch basiert auf einer lateinischen Übersetzung eines Kompendiums der arabischen Ärzte Avicenna, Rhazes und Averroes. Diese stehen in der hippokratisch-galenischen Tradition. Von diesem Buch sind zwei Fassungen überliefert, von denen die ältere umfangreicher ist. Mehrere Regimina sanitatis basieren auf seinen Schriften. Der Arzt Paracelsus hatte sich bei seinen diagnostischen Überlegungen auf Konrad von Eichstätt gestützt.
Konrad heiratete vor 1327 Katherin und vor 1336 Hailwig, mit der er eine Tochter hatte.